# Districte de Baney
El districte de Baney  és un districte de Guinea Equatorial, a la part oriental de la província Bioko Nord, a la regió insular del país. La capital del districte és Baney. El cens de 1994 hi mostrava 10.698 habitants. Compta amb 12 Consells de Poblats.